# Pasión y poder (telenovela de 2015)
Pasión y poder es una telenovela mexicana producida por José Alberto Castro para Televisa en el año 2015. Es una adaptación de la telenovela del mismo nombre original de Marissa Garrido.
Está protagonizada por Susana González y Jorge Salinas, coprotagonizada por Michelle Renaud y José Pablo Minor; y con las participaciones antagónicas de Fernando Colunga, Marlene Favela, Alejandro Nones, Danilo Carrera, Irina Baeva y el primer actor Luis Bayardo. Cuenta además con las actuaciones estelares de Altair Jarabo y Fabiola Guajardo.
Las grabaciones iniciaron el 24 de agosto de 2015. Y concluyeron oficialmente el 31 de marzo de 2016.

## Sinopsis
El drama principal gira en torno a dos familias, los Montenegro y los Gómez-Luna. Quienes viven en una constante rivalidad, ya que hace algunos años, Arturo Montenegro y Eladio Gómez-Luna, se disputaron el amor de Julia Vallado, quien finalmente se casó con Eladio. Desde ese entonces, Julia ha vivido infeliz, debido a los maltratos y las humillaciones de su esposo. Julia solo encuentra paz en su hijo David, un joven amable y totalmente distinto a su padre. Con ellos, también viven el envidioso ahijado de Eladio, Franco, quien resulta ser en realidad su hijo bastardo, y la sobrina de Julia, Gabriela, que tiene una relación oculta con Franco.
Por su parte, Arturo, después de enviudar de su primera esposa, se casó con la frívola Nina Pérez, una actriz desconocida en sus tiempos, con quien tuvo 3 hijos: Erick, Regina, y Daniela. Arturo, al estar siempre muy concentrado en su trabajo, no se da cuenta de que su hijo Miguel, nacido de su primer matrimonio, es víctima de constantes humillaciones por parte de Nina, Erick y Daniela. Las únicas personas que muestran afecto hacia Miguel, son su hermana Regina, y su cuñada Consuelo, de quien él está completamente enamorado en secreto.
Un buen día David regresa a la ciudad para ver a su madre Julia y al no ser recibido bien por su padre Eladio se va furioso, después de comer con su amigo Francisco, se topa por primera vez con Regina cerca de una casa de modas y la consuela ya que su madre Nina y Daniela la desdeñan por escoger un vestido de bodas ‘’simple‘’, pero cuando David se va del lugar choca accidentalmente en moto con Joshua, el prometido de Regina, quien curiosamente manejaba una moto y las cosas se pondrán tensas ya que debido al accidente Eladio y Arturo se enfrentan y se acusan, dando inicio a la guerra, además Regina descubre la traición de su novio con Daniela por lo que cancela su boda y a partir de ese momento Regina se decidirá a concentrarse en su proyecto en Querétaro y comienza a darse una oportunidad con David pero no sospecha que Daniela lastimó el corazón de David y esto podrá desencadenar una gran tragedia sentimental.
La rivalidad entre los Montenegro y los Gómez-Luna crece en el momento en que Regina y David, se enamoran, decidiendo iniciar una relación y varios miembros de la familia se opongan. Por otro lado, un encuentro casual, hace que le renazcan a Arturo sus sentimientos hacia Julia, y ambos quieran luchar por su amor, pero la envidiosa Nina, Eladio y los hijos de ambos, harán hasta lo imposible por que no estén juntos, y de la misma forma destruirse los unos a los otros.

## Elenco
- Susana González - Julia Vallado Mejía de Gómez-Luna
- Jorge Salinas - Arturo Montenegro Rivas[6]
- Fernando Colunga - Eladio Gómez-Luna Altamirano[7]
- Marlene Favela - Nina Pérez de Montenegro[8]
- Michelle Renaud - Regina Montenegro Pérez[9]
- José Pablo Minor - David Gómez-Luna Vallado
- Altaír Jarabo - Consuelo Martínez de Montenegro[10]
- Alejandro Nones - Erick Montenegro Pérez[11]
- Danilo Carrera - Franco Herrera Fuentes[12][13]
- Fabiola Guajardo - Gabriela Díaz Vallado[13]
- Marco Méndez - Agustín Ornelas
- Jaume Mateu - Miguel Montenegro Forero
- Irina Baeva - Daniela Montenegro Pérez
- Enrique Montaño - Javier Justino Gómez
- Issabela Camil - Caridad Herrera Fuentes
- Gerardo Albarrán - "El Callao"
- Raquel Garza - Petra / "Samantha"
- Luis Bayardo - Humberto Vallado
- Raquel Olmedo - Gisela Fuentes Vda. de Herrera
- Boris Duflos - Francisco
- Gema Garoa - Clara Álvarez
- Alejandro Aragón - Aldo Echeverría
- Daniela Fridman - Marintia Hernández
- Victoria Camacho - Montserrat Moret
- Érika García - Maribel
- Fabián Pizzorno - Peter Ashmore
- Mario Morán - Jorge Pérez
- Maribé Lancioni - Fanny
- Ignacio Guadalupe - Obdulio Chaires
- Óscar Medellín - Joshua Solares
- Pilar Escalante - Ángeles
- Germán Gutiérrez - Marcos
- Christian Chividatte - Efraín [14]
- Carmen Flores - Simona
- Daniela Álvarez - Yemilé
- Jorge Alberto Bolaños - Mariano Santos
- Emmanuel Palomares - Johnny

## Premios y nominaciones

### Premios TVyNovelas 2016
| Categoría                   | Nominados           | Resultados |
| --------------------------- | ------------------- | ---------- |
| Mejor telenovela            | José Alberto Castro | Ganador    |
| Mejor actor protagónico     | Jorge Salinas       | Nominado   |
| Mejor villano               | Fernando Colunga    | Ganador    |
| Mejor primer actor          | Luis Bayardo        | Nominado   |
| Mejor actor coestelar       | José Pablo Minor    | Ganador    |
| Mejor actriz de reparto     | Fabiola Guajardo    | Ganadora   |
| Mejor actriz revelación     | Irina Baeva         | Nominada   |
| Mejor actor revelación      | Danilo Carrera      | Nominado   |
| Mejor reparto de telenovela | José Alberto Castro | Ganador    |

### Premios Juventud 2016
| Categoría                | Persona          | Resultado |
| ------------------------ | ---------------- | --------- |
| Mi protagonista favorito | Fernando Colunga | Ganador   |

### Premios Kids' Choice Awards
| Año  | Categoría              | Nominado       | Resultado |
| ---- | ---------------------- | -------------- | --------- |
| 2016 | Mejor villano favorito | Danilo Carrera | Nominado  |

### Premios Bravo
| Año  | Categoría              | Nominado            | Resultado |
| ---- | ---------------------- | ------------------- | --------- |
| 2016 | Mejor telenovela       | José Alberto Castro | Ganador   |
| 2016 | Mejor actriz           | Susana González     | Ganadora  |
| 2016 | Mejor actor            | Jorge Salinas       | Ganador   |
| 2016 | Mejor actor antagónico | Fernando Colunga    | Ganador   |
| 2016 | Mejor primera actriz   | Raquel Olmedo       | Ganadora  |

### Premios ASCAP 2017
| Categoría  | Nominado                                      | Resultado |
| ---------- | --------------------------------------------- | --------- |
| Televisión | Gilberto Novelo "Pasión y Poder" Instrumental | Ganador   |

## Versiones
- Pasión y poder (1988) fue producida por Carlos Sotomayor para Televisa, protagonizada por Diana Bracho y Carlos Bracho, con las participaciones antagónicas de Enrique Rocha y Claudia Islas
- Mundo de fieras (2006) el productor Salvador Mejía Alejandre realizó Mundo de fieras con una fusión de esta telenovela con la argentina Rolando Rivas, taxista y la venezolana Mundo de fieras, para crear la homónima de esta última novela, con la participación Gaby Espino, César Évora, Laura Flores y Sebastián Rulli entre otros.